# Hundswut (Film)
Hundswut ist ein deutscher Film aus dem Jahr 2024. Regie führte Daniel Alvarenga.

## Handlung
In einem kleinen Dorf in Bayern im Jahre 1932 werden vier Jugendliche bestialisch ermordet. Um die Dorfbewohner zu beruhigen, schiebt der Gemeinderat, angeführt von Bürgermeister Bernhard „Hartl“ Aichinger und Großbauer Georg Steiner, die Tat einem tollwütigen Wolf zu. Nachdem die Gerüchte lauter werden, der Mörder müsse ein Mensch oder gar ein Werwolf sein, wird eine Treibjagd veranstaltet, um den Wolf zu erlegen. Dabei wird eine weitere ermordete Frau gefunden und der blutverschmierte Joseph Köhler, der als Einsiedler verschrien ist und mit seiner Tochter Mitzi allein am Waldrand lebt.
Da in München gerade die Nationalsozialisten die Oberhand gewinnen, möchte Hartl den Mordfall nicht dorthin melden. Dorfpfarrer Hias Lechner kommt auf die rettende Idee: Nach Anleitung des „Hexenhammers“, einer mittelalterlichen Anleitung für Hexenprozesse, wird Joseph Köhler nach Kirchenrecht als Werwolf angeklagt.
Da Joseph sich weigert, die Taten zu gestehen, schlägt die Stimmung im Gemeinderat immer mehr um. Vom einstigen „Mittel zum Zweck“ wird der Hexenhammer zur Anleitung für den Prozess, bis die Männer auch vor Gewalt nicht mehr zurückschrecken. Als Foltermeister agiert der eigentlich friedliebende Wirt Ludwig „Lugg“ Kramer. Das bringt seine Frau Mini dazu, zusammen mit den anderen Frauen des Dorfes als Stimme der Vernunft zu agieren und zu versuchen, das Schlimmste zu verhindern.
Denn als eines Nachts Joseph aus seiner Zelle entkommt und kurz darauf der Lehrer des Dorfes tot aufgefunden wird, scheinen alle Zweifel verschwunden zu sein. Als Joseph dann noch angedroht wird, unter dem Vorwurf der Blutschande auch Tochter Mitzi zu foltern, gesteht er schließlich alle Taten – einschließlich der Inzucht mit seiner Tochter. Zu seiner schrecklichen Überraschung werden daher nicht nur er, sondern auch Mitzi zum Tode verurteilt: In drei Tagen sollen beide auf dem Dorfplatz, unter den Augen Gottes und des Dorfes, hingerichtet werden.
Die Frauen unternehmen einen letzten verzweifelten Versuch, gegen den Wahn, der die eigentlich vernünftigen Dorfbewohner erfasst hat, vorzugehen; Joseph lässt sich jedoch nicht auf deren Fluchtangebot ein, da er seine Tochter nicht alleine lassen will. So waren also alle Bemühungen umsonst; Vater und Tochter werden öffentlich hingerichtet. Im letzten Moment tritt Lugg aus der Menge, erlöst die auf dem Scheiterhaufen brennende Mitzi mit einem Pistolenschuss und erschießt sich anschließend selbst.
Der Film endet in einer Schulklasse. Dort liest der Lehrer den Schluss aus Franz Kafkas Der Prozess vor.

## Produktion
Im Mai 2021 gab Daniel Alvarenga die Produktion seines neuen Films namens Hundswut über Instagram bekannt. Die Dreharbeiten fanden im September und Oktober 2022 in den Museumsdörfern Freilichtmuseum Glentleiten, Finsterau (Mauth) sowie im Bayerischen Wald statt. Der Film feierte am 13. März 2024 in Passau seine Premiere, der offizielle Kinostart war der 4. April 2024. Im Anschluss an die Premiere fand eine Kinotour durch Deutschland statt. Seine TV-Premiere feierte Hundswut am 26. Oktober 2024 im Bayerischen Rundfunk.

## Sonstiges
Von Hundswut gibt es auch eine Romanfassung, ebenfalls verfasst von Regisseur und Drehbuchautor Daniel Alvarenga. Dieser Roman erschien am 20. Februar 2024 bei HarperCollins.